# Mikyö Dorje
- Portal:Budismo. Contenido relacionado con Budismo.

Mikyö Dorje (1507–1554), también Mikyo Dorje, fue el octavo Gyalwa Karmapa, líder de la escuela Kagyu Budismo Tibetano.
Mikyö Dorje nació en Satam, Kham. De acuerdo a la leyenda, dijo luego de su nacimiento: "Yo soy el Karmapa". Esta vez hubo otro niño de Amdo quién también decía ser el Karmapa. Gyaltsab Rinpoche, el regente de la región, pensó en la realización de una prueba para verificar la autenticidad de los candidatos. Fue la primera vez que se utilizó una prueba para verificar la auténtica reencarnación. Luego este se volvió el método estándar para el reconocimiento de los grandes lamas.
Mikyö Dorje dejó muchas escrituras budistas y el guru-yoga. Fue también un hábil pintor y un artesano del metal. Fue invitado por el emperador de China, sin embargo dijo que el emperador moriría antes de su encuentro, lo cual, de acuerdo a la leyenda, sucedió.